# 양정고등학교 (부산)
양정고등학교(養精高等學校)는 대한민국 부산광역시 부산진구 양정동에 있는 사립 고등학교이다.

## 학교 연혁
- 1955년 2월 28일 : 학교법인 성신학원 설립인가
- 1973년 10월 27일 : 신길수 이사장 취임
- 1986년 4월 25일 : 양정고등학교 설립계획 승인
- 1986년 9월 9일 : 양정고등학교 기공식
- 1987년 1월 12일 : 양정고등학교 30학급 설립인가
- 1987년 3월 1일 : 초대 황의중 교장 취임
- 1987년 3월 2일 : 개교 및 1987학년도 제1회 신입생 입학식 (573명)
- 1989년 2월 16일 : 신길부 이사장 취임
- 1990년 2월 13일 : 제1회 졸업식(565명)
- 1998년 12월 30일 : 무산학원으로 법인 명칭 변경
- 2000년 3월 1일 : 양정고등학교 골프부 창단(특기생 4명)
- 2003년 3월 1일 : 신관 건물 증축 완공
- 2004년 3월 21일 : 디지털도서관(DLS) 재개관 운영
- 2006년 3월 1일 : 학교 급식소 개소(양정고 560석, 진여고 620석)
- 2010년 3월 1일 : 학급감축(30학급 - 10, 10, 10학급)
- 2010년 3월 1일 : 부산광역시교육청 지정 과목중점형 교과교실제 운영
- 2012년 3월 1일 : 교과부 선정 자율형창의경영학교 운영
- 2021년 1월 29일 : 다목적 강당 ‘수성관(秀成館)’ 준공
- 2025년 2월 7일 : 제36회 졸업식(141명, 누적 14,586명)
- 2025년 3월 1일 : 제12대 이종호 교장 취임
- 2025년 3월 4일 : 제39회 입학식(132명)

## 참고 자료
- 양정고등학교 - 한국교육학술정보원 학교알리미